# Entomophthora byfordii
Entomophthora byfordii är en svampart som beskrevs av S. Keller ex S. Keller 2004. Entomophthora byfordii ingår i släktet Entomophthora och familjen Entomophthoraceae.   Inga underarter finns listade i Catalogue of Life.